# Jodek ołowiu
Jodek ołowiu(II), PbI2 – nieorganiczny związek chemiczny, sól ołowiu na II stopniu utlenienia i kwasu jodowodorowego. W temperaturze pokojowej jest żółtym ciałem stałym, słabo rozpuszczalnym w wodzie. W podwyższonej temperaturze zmienia swój kolor na ceglastoczerwony.

## Zastosowanie
- w formie kryształów – jako detektor wysokoenergetycznych fotonów, w tym promieniowania rentgenowskiego i promieniowania gamma
- jako barwnik w XIX wieku. Nie przyjął się jednak ze względu na niską stabilność

## Otrzymywanie[2]
- Bezpośrednia synteza z pierwiastków

Pb + I2 → PbI2
- Reakcje strącania rozpuszczalnych w wodzie soli ołowiu(II) np. azotanu, octanu, chlorku (PbCl2 jest średnio rozpuszczalny) z rozpuszczalnymi w wodzie jodkami:

Pb2+ + 2I- → PbI2↓
Reakcje te są reakcjami charakterystycznymi wykorzystywanymi do jakościowego wykrywania zarówno jonów Pb2+, jak i jonów I−.

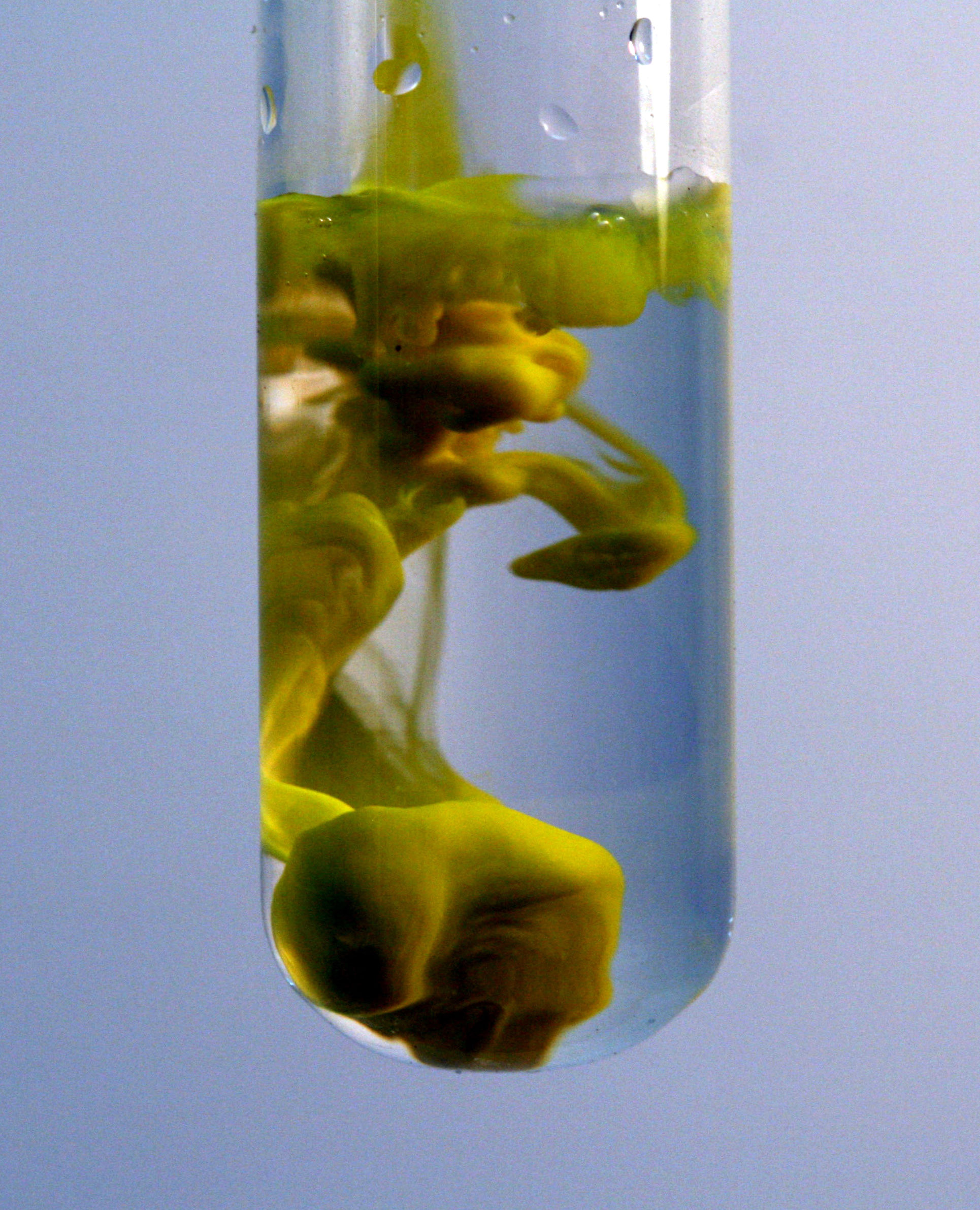

Jodek ołowiu rozpuszcza się w nadmiarze jodku potasu:
Pb(NO3)2 + 2KI → PbI2↓ + 2KNO3
PbI2 + 2KI → K2[PbI4]